# El jurament dels Horacis
El jurament dels Horacis (en francès Le Serment des Horaces) és una obra de Jacques-Louis David realitzada el 1784, uns anys abans de la Revolució Francesa. El quadre fa 330 × 425 cm i es conserva al Museu del Louvre. Se'l considera el paradigma de la pintura neoclàssica.
La pintura representa la «salutació romana», amb el braç estès i el palmell cap avall. El tema de la pintura està basat en la llegenda del combat dels Horacis i Curiacis, llegenda relatada per Tit Livi a la seva obra Ab Urbe Condita, i té una perspectiva patriòtica i neoclàssica; més tard es va convertir en un model a seguir per pintors posteriors. L'èxit de l'obra va incrementar la fama de l'autor, i li va permetre mantenir els seus propis estudiants.

## L'encàrrec de l'obra

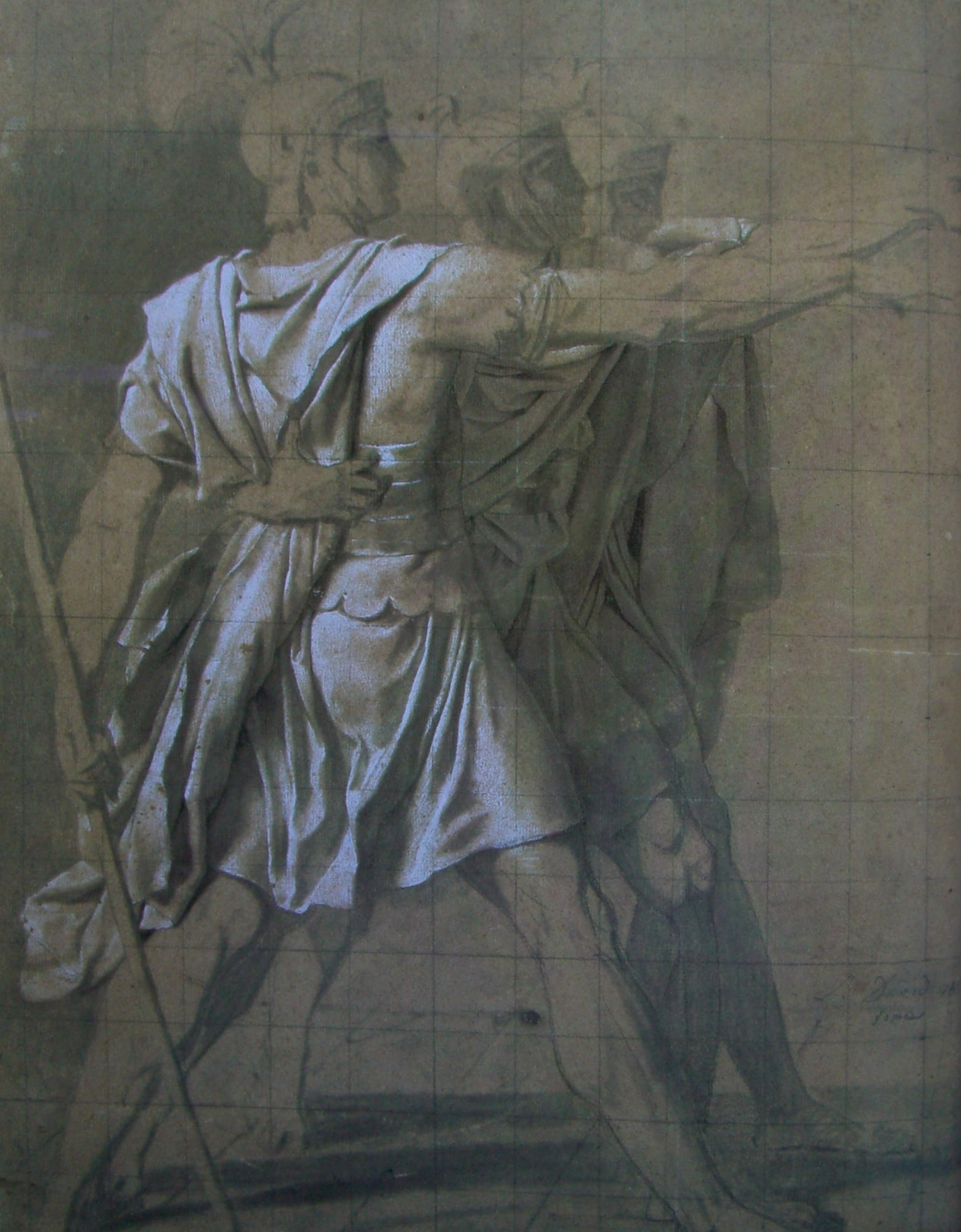
Dibuix preparatori dels tres germans

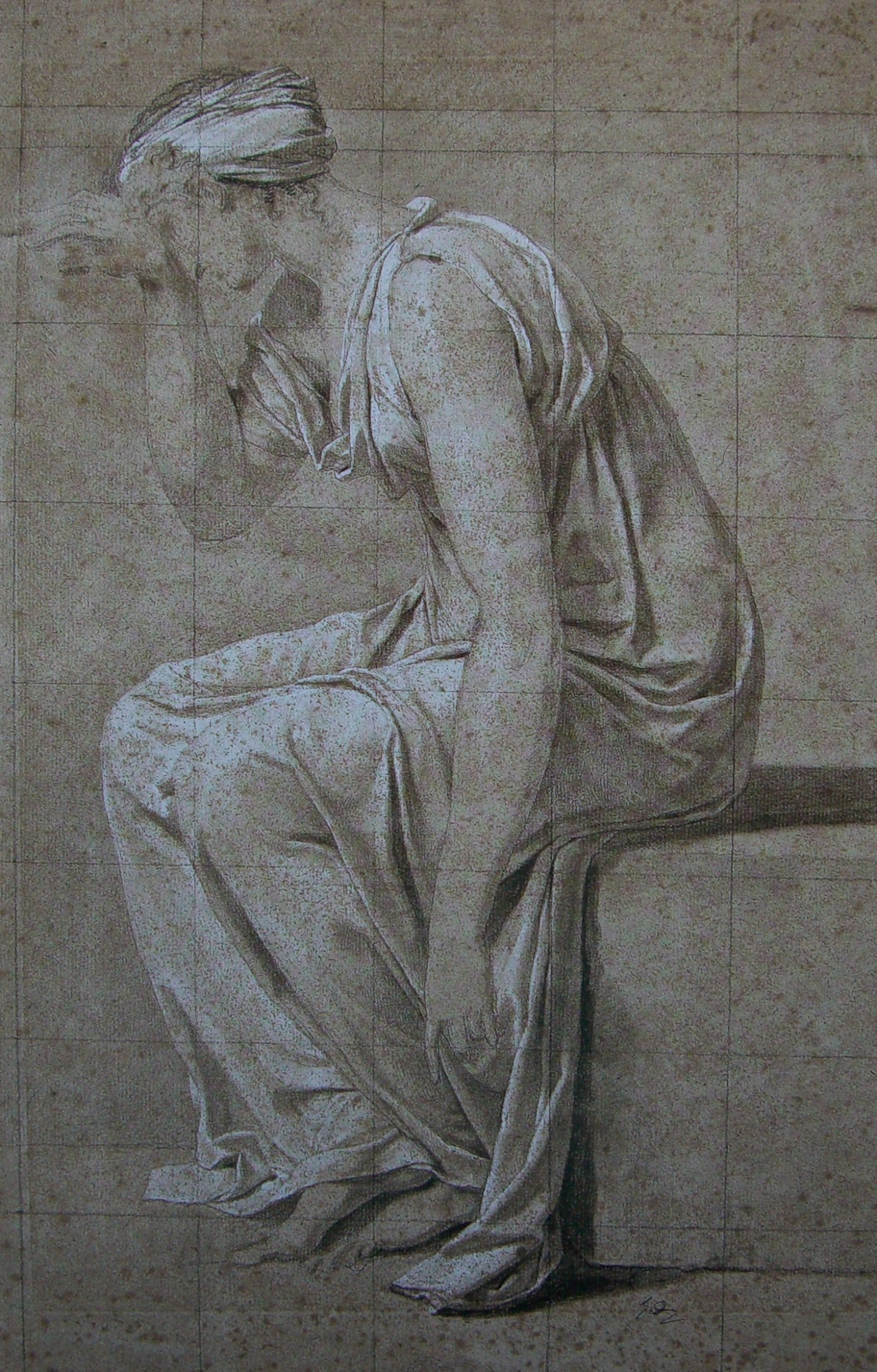
Estudi per Camil·la

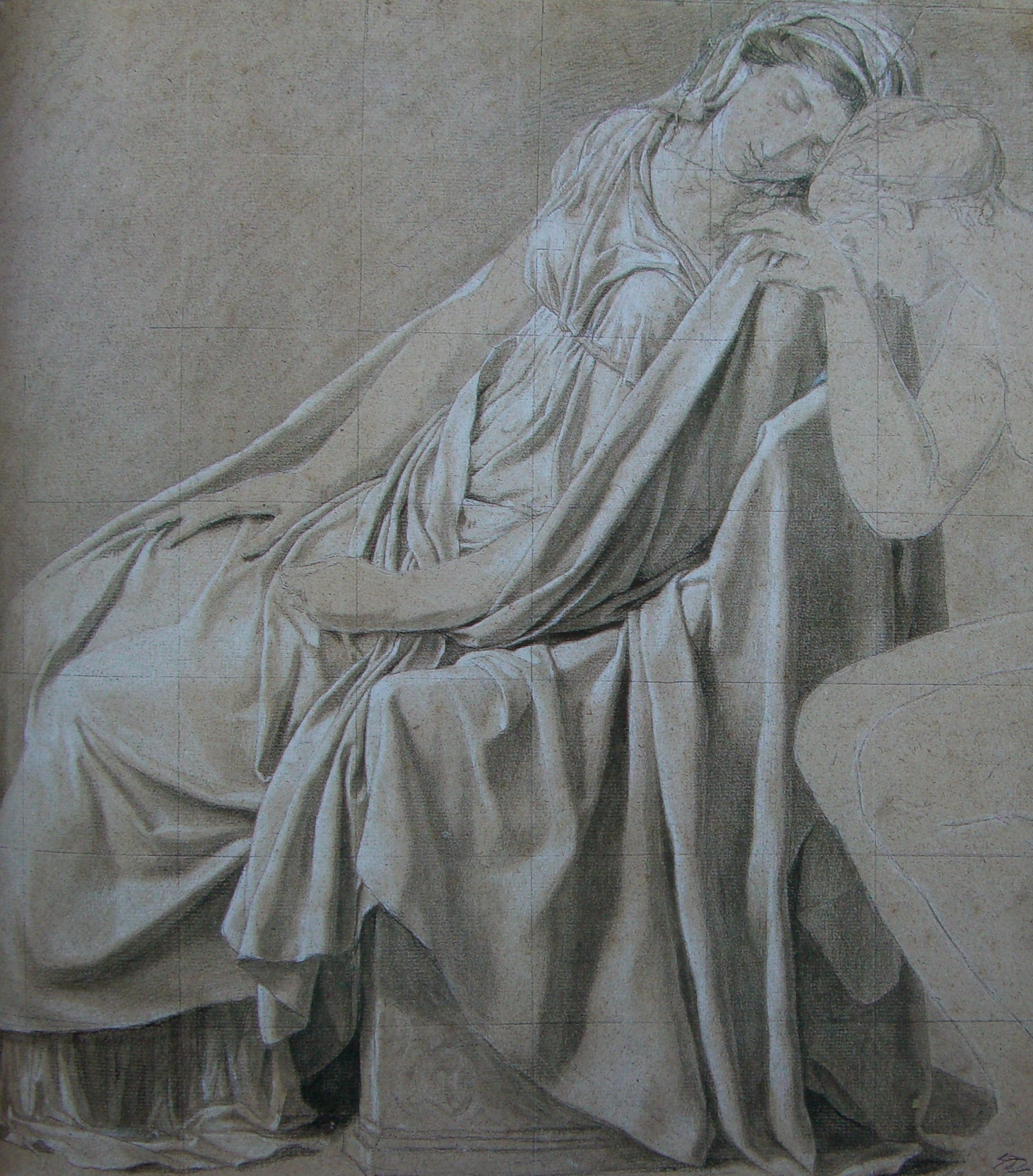
Estudi per Sabina

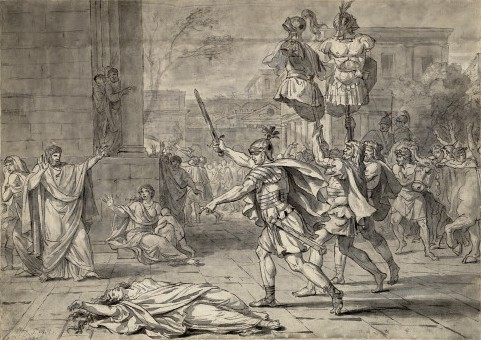
Dibuix realitzat per David, representant l'episodi de la mort per Horaci de la seva germana, sobre el mateix tema, no realitzat en pintura

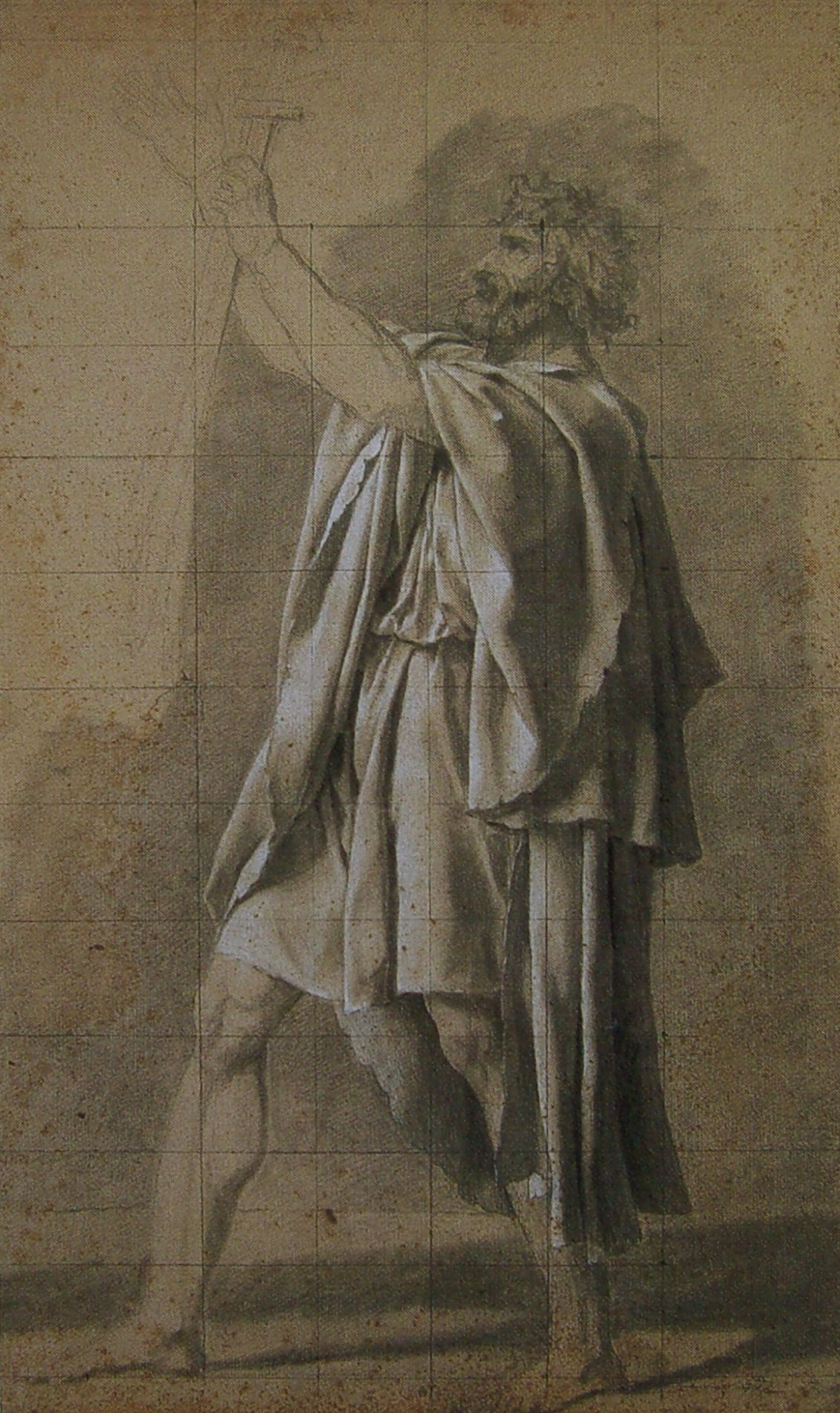
Dibuix preparatori del pare Horaci

El 1774, David va guanyar el Prix de Roma amb l'obra Érasistrate découvrant la cause de la maladie d'Antiochius dans son amour pour Stratonice. Aquest fet li va permetre de romandre cinc anys (1775-1780) a Roma com a estudiant a càrrec del govern francès. Quan va tornar a París va presentar una exposició, en la que Diderot va lloar la seva pintura; el seu èxit va ser tan clamorós que el rei Lluís XVI de França va permetre que es pogués allotjar al Louvre, un antic privilegi molt desitjat pels artistes. Allà va conèixer a Pecol, el contractista dels edificis reials, i a la filla de Pecol, amb la que va contreure matrimoni. El rei li va fer l'encàrrec de l'obra El jurament dels Horacis, amb la intenció que fos una al·legoria sobre la lleialtat a l'estat i, per tant, al monarca. A mesura que s'acostava la Revolució Francesa, van augmentar les pintures que feien referència a la lleialtat envers l'estat més que al clan o a l'església. Encara que aquest quadre va ser pintat quasi cinc anys abans de la Revolució Francesa, El jurament dels Horacis es va convertir en una de les imatges representatives de l'època.
L'any 1789 va pintar Els lictors porten a Brut els cossos dels seus fills, un quadre que també era un encàrrec reial. Irònicament, poc després, el rei pujaria al patíbul acusat també de traïció a la pàtria, com els fills de Brut, i amb el vot de l'artista a l'Assemblea Nacional, que donà suport a l'execució de Lluís XVI. No se sap ben bé per què ho va fer, ja que sembla que havia de tenir més oportunitats estant al servei d'un rei que en el context social del nou ordre; alguns autors suggereixen que l'amor de David pel classicisme li va fer abraçar tot el que formava part d'aquell període, inclòs l'arribada d'un govern republicà.

## Inspiració de l'obra
El jurament dels Horacis és una mostra de com es pot realitzar una còpia exacta de les vestidures antigues i amb una iconografia senzilla. El mateix David va comentar de la seva obra:
| « | Si dec el tema a Corneille, dec el quadre a Poussin. | » |

El tema de l'obra és el compliment del deure per damunt de qualsevol sentiment personal. Representa els Horacis, romans que, com apareix a l'Horaci de Pierre Corneille i a Ab Urbe condita libri de Titus Livi, eren trigèmins masculins seleccionats per lluitar contra els «Curiacis», també trigèmins masculins, per tal de resoldre la disputa entre els romans i els habitants de la ciutat d'Alba Longa.
| « | Aquesta pintura ocupa un lloc extremament important a l'obra de David i a la història de la pintura francesa. La història es pren de Titus Livi. Som a l'època de guerres entre Roma i Alba, el 669 aC. S'ha decidit que la disputa entre les dues ciutats ha de resoldre's mitjançant una forma de combat inusual per dos grups de tres campions cadascú. Els dos grups són els tres germans Horacis i els tres Curiacis. El drama radica en el fet que una de les germanes dels Curiacis, Sabina, està casada amb un dels Horacis, mentre que una de les germanes dels Horacis, Camil·la, està promesa a un dels Curiacis. Malgrat els llaços entre les dues famílies, el pare Horaci exhorta als seus fills a lluitar contra els Curiacis, i ells obeeixen, malgrat els laments de les dones. | » |

### Horaci dePierre Corneille
A l'obra de teatre Horaci, publicada l'any 1640, l'acció se situa als orígens de Roma.
Comença amb una situació de pau i felicitat: la família romana dels Horacis es troba unida a la família de la ciutat veïna d'Alba Longa dels Curiacis. El jove Horaci està casat amb Sabina, jove albanesa, que té un germà Curiaci que és el promès de Camil·la, germana d'Horaci. Tanmateix, es declara la guerra entre ambdues ciutats. Per acabar-la, cada una de les dues ciutats designa tres campions, que lluitaran per decidir la sort de les dues ciutats. El destí fa que els tres designats per Roma siguin els germans Horacis i els d'Alba Longa siguin els tres germans Curiacis.
Els que fins aleshores eren amics es troben així cara a cara, provocant una sèrie de conflictes de consciència que hauran de resoldre's de diferents maneres: mentre Horaci es deixa portar pel seu deure patriòtic, Curiaci lamenta la crueltat del seu destí.
A la lluita, Horaci venç després de la mort dels seus dos germans i dona mort als tres Curiacis. De tornada a Roma, rep els elogis de tots, menys els de la seva germana Camil·la, que li reprotxa amargament la mort del seu amat. Horaci mata la seva germana, acusant-la de falta de patriotisme, per la qual cosa és portat davant els jutges.
El procés permetrà que el vell Horaci faci una encesa defensa de l'honor enfront de l'amor. Horaci serà declarat innocent, malgrat l'acusació del seu amic Valeri, que també estimava Camil·la.
Al principi, David pretenia representar aquest darrer episodi, i han sobreviscut dibuixos que mostren l'Horaci supervivent alçant la seva espasa, amb la seva germana que jeu ja morta. David, més tard, va decidir que aquest tema era excessiu per transmetre el missatge del deure públic sobre el sentiment privat; de tota manera, la seva obra important que faria posteriorment, Els lictors portant a Brutus els cossos dels seus fills, representa una escena similar: Luci Juni Brut es lamenta sobre els cossos dels seus fills després d'haver ordenat ell mateix la seva execució per traïció.

## Personatges de l'obra pictòrica
Pare Horaci
És el personatge central i el que realitza l'acció principal tot prenent el jurament als seus fills, mentre sosté les tres espases amb les seves mans, i obligant-los al compliment del deure amb la pàtria. No mostra cap emoció.
Tres germans Horaci
A la pintura els tres germans se situen a l'esquerra, i en els moments abans de la batalla expressen la seva lleialtat i solidaritat amb Roma, amb tot el suport per part del pare. Són homes desitjosos de lliurar les seves vides pel deure patriòtic. En aquesta societat patriarcal, els homes de bé, de mirada resolta i membres en tensió, són la ciutadella del patriotisme republicà i no mostren emocions, són durs com la pedra. Eren símbols de les més altes virtuts de la República.
Camil·la Horaci
La seva desesperació està explicada en part pel fet que és germana d'un dels Horacis i la promesa d'un dels Curiacis; vesteix una toga blanca, fet que demostra els coneixements històrics de David.
Sabina Curiaci
Germana d'un dels Curiacis, casada amb un dels germans Horacis, amb qui té dos fills, per la qual cosa plora per la mort del seu espòs i del seu germà; vestida de marró i col·locada, com Camil·la, en un primer terme a la part dreta.
Fills de Sabina i institutriu
La dona vestida de negre, que està situada al fons, sosté dos nens que són fills d'un dels Horacis i la Sabina Cariaci, la filla més petita que oculta el seu rostre sota el vestit de la seva institutriu, mentre que el fill rebutja que li tapin els ulls.

## Tècnica simbòlica
El neoclassicisme és un període artístic que es va desenvolupar als segles xviii i xix, i va tenir especial importància a França i al nord d'Europa. Havia nascut com a producte de la insatisfacció per les tradicions artístiques que sentien els artistes i escriptors; aquest moviment va fer renéixer els ideals i el gust per les obres dels antics. En la seva realització s'usaven formes i colors senzills i es rebutjaven els colors brillants habituals en les èpoques precedents del barroc i rococó i, com a models, es van utilitzar les antiguitats gregues i romanes.
Aquest quadre mostra l'estil artístic neoclàssic, i fa servir diverses tècniques que són característiques d'ell: 
- El paisatge o fons no està molt ressaltat, mentre que les figures, en un primer pla, estan remarcades per accentuar la seva importància.
- L'ús de colors apagats dona rellevància a la història que hi ha darrere la pintura, més que al quadre en si.
- El quadre està clarament organitzat, i es basa en el simbolisme del nombre tres i del mateix moment, estructurant-se de manera geomètrica.[1]
- El focus dirigit sobre detalls clars i durs i l'absència dels cops de pinzell, una de les característiques de l'art Rococó.
- Les pinzellades són invisibles, amb la qual cosa es ressalta que el quadre és més important que l'artista.
- La qualitat gèlida del quadre també pretén destacar la racionalitat, a diferència de l'estil Rococó.
- L'única emoció que és present és la de les dones, a les quals els era permès de sentir, mentre que els homes havien de complir amb el deure.
- El fet que també representa una història moralment complexa o pertorbadora reafirma que sigui classificada com una obra d'art neoclàssica.
- El predomini del dibuix sobre el color és un altre tret destacable.[1]

## Composició

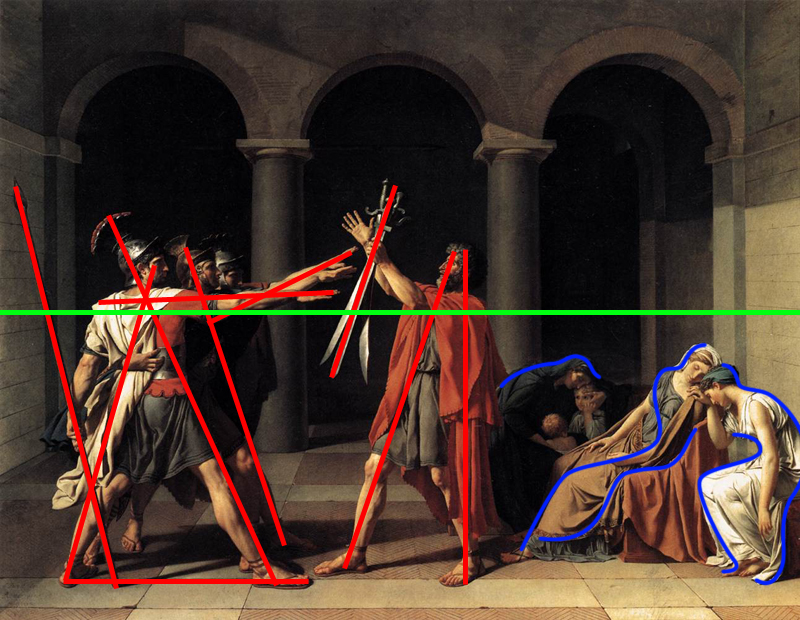
Composició a base de línies rectes per les figures masculines, mentre que per les femenines són corbes i per sota la meitat de la pintura.

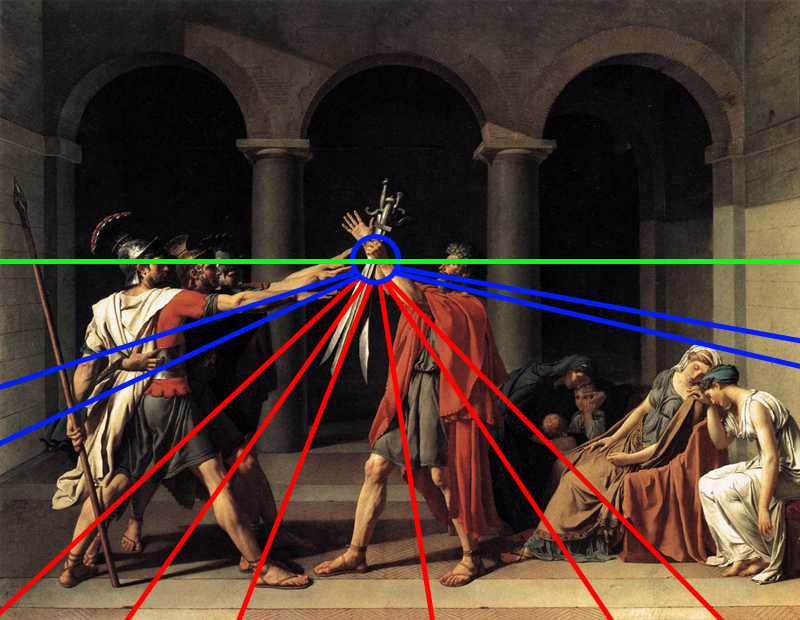
Línies cap al punt de fuga.

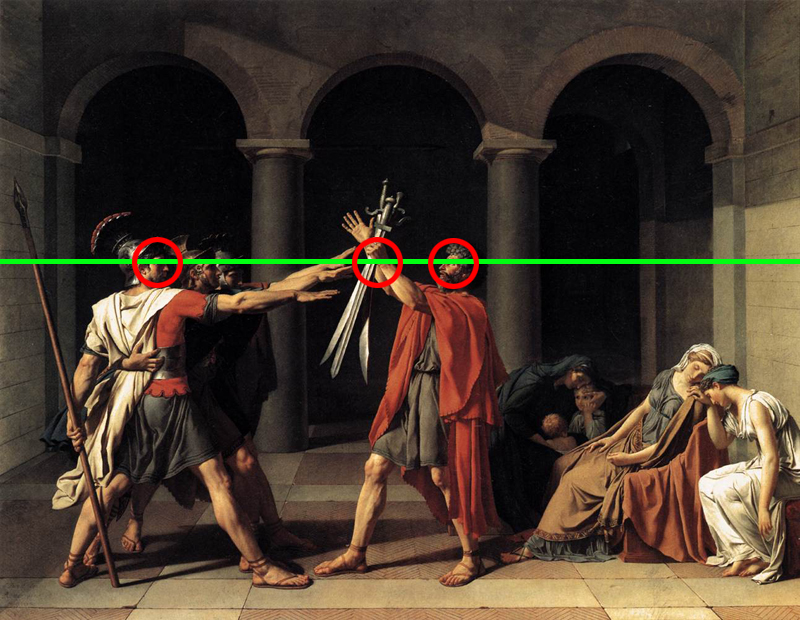
Línia de l'horitzó amb els punts centrals de tota la representació.

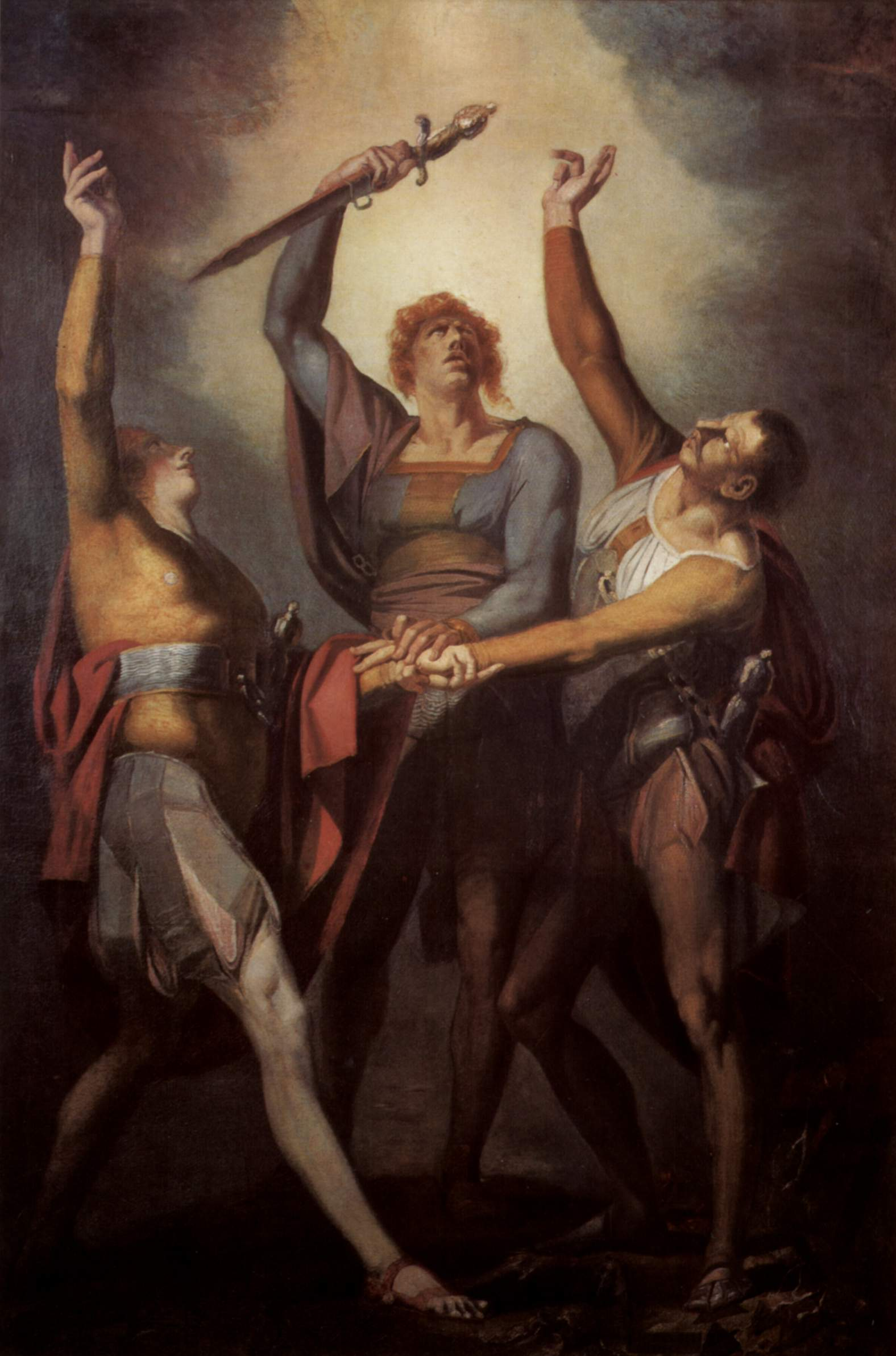
Jurament al Rütli, de Füssli

Segons Johann Joachim Winckelmann la 
| « | precisió de resseguiment; aquesta distinció característica dels antics | » |

 és la particularitat que el pintor mostra amb més força en aquesta obra. L'espai es torna teatral gràcies a l'ús de la llum, fet que recorda a Caravaggio, i que procedeix de la part esquerra del quadre. Al ritual del jurament de les espases es pot observar una gran tensió, i també l'energia de les figures masculines, que contrasten amb el desconsol més passiu del grup de figures femenines que dintre de la composició, amb els seus caps junts, formen una piràmide. És de ressaltar les línies compositives rectes i fermes pels homes i corbades per la representació de les dones. La figura fosca del fons que està amb els nens, és el punt que reflecteix un tipus de sentiment propi de l'època.
El fons del quadre està dividit en tres parts gràcies a la inclusió de tres arcs; cada un d'ells serveixen de marc pels personatges, amb dos grups als arcs laterals i un personatge principal més destacat al central. Aquesta composició narrativa ja havia estat emprada pel Giotto i el Perugino als frescs de Santa Maria Magdalena, a Florència.
La perspectiva se centra en les mans de la figura central del pare que, a més a més, realitza l'acció principal en el jurament dels seus fills, que és el sosteniment de les espases. L'oposició de línies es troba entre la verticalitat de les columnes que formen els arcs i les horitzontals de les rajoles del paviment, seguint aquestes línies es troba el punt de fuga de la composició: la mà del pare que sosté les tres espases.
Dels tres germans el que està col·locat en primer pla, és, sens dubte, qui atreu la mirada de l'espectador, la llegenda conta que solament un dels tres Horacis va sortir victoriós, mentre que els altres estenen les mans en direcció cap al seu pare i les espases, formant la línia d'horitzó, el seu braç és dret i ferm, la força representada pel seu braç és la del seu ferm compromís amb la pàtria. El detall més revelador resideix en l'alineació de la seva mirada amb el punt de fuga junt amb la també mirada del seu pare que a la vegada forma part de la línia de l'horitzó. En aquesta línia el punt central es troba a la unió de les mans del pare sostenint el símbol de les espases.
El jurament dels Horacis té un cert paral·lelisme amb la pintura el Jurament al Rütli (1779), on les figures omplen l'espai, sense fons, en postures violentes; va ser realitzada pel pintor suís Johann Heinrich Füssli, encara que no se sap amb certesa si David va poder veure aquesta obra.

Quan el pintor italià Pompeo Batoni va veure l'obra, va dir a David: 
| « | Tu i jo som pintors; pel que fa a la resta, se'ls pot llançar al riu. | » |

## Recepció
El quadre va ser un encàrrec del rei Lluís XVI de França fet el 1784. L'any 1785, el va exposar per primera vegada al seu estudi de Roma; sacerdots, cardenals, prínceps i princeses van acudir a veure l'increïble treball de David, elaborant-se poemes laudatoris sobre l'obra; fins i tot el papa desitjava veure El Jurament. David va voler exposar la pintura al Saló de París, però va arribar tard i els acadèmics oposats a David la van col·locar en un mal lloc. Finalment, les queixes del públic van obligar a traslladar el quadre a un lloc més adequat.
A causa de la lectura que se'n desprenia, l'obra va ser considerada una declaració política i, fins i tot per alguns, una invitació a aixecar-se en armes, tot i que és una opinió més discutible. Anys més tard, a partir del 1790, David es va integrar més activament en l'activitat revolucionària, i actuà com a artista al servei de la propaganda de la Revolució; aquest mateix any se li va encarregar que pintés el Jurament del jeu de paume, obra que va deixar incompleta. El 1794, després d'haver estat elegit membre de la Convenció, va ser detingut i empresonat. Més tard es va fer adepte de Napoleó, i visqué un gran període en què va gaudir de fama artística i política, període que acabà amb la caiguda de l'emperador.

Osvaldo Svanascini, en el llibre El judici del segle XX (1969), fa referència a la pintura i diu:
| « | Aquesta enorme prosa de David que assoleix en El jurament dels Horacis, és suficient tribut a l'amanerament o a l'amor una mica desmesurat del pintor per l'herència grecoromana. És un quadre tan fred, tan protocol·lari en la seva acció centralitzant i mecànica, que fa oblidar les bondats tècniques, les de la composició, el rigor de la pinzellada. | » |

Raymond Cogniat escriu: 
| « | El jurament dels Horacis és l'exemple més representatiu de les noves tendències i la seva millor il·lustració, i al mateix temps la justificació de les objeccions que se li podrien fer. | » |

Segons l'historiador Joaquin Yarza Luaces (1936) David va inaugurar una nova forma de pintar i va representar històricament la figura d'un «artista compromès», absolutament nova en la història de l'art.

### Influència
David va tenir una gran quantitat de deixebles, la majoria dels quals es van incorporar als estils del realisme i, sobretot, del romanticisme. Sens dubte, Ingres, alumne de David des de molt jove, va ser un seguidor dels ensenyaments del mestre; un exemple de la influència de David s'aprecia clarament a la Ilíada, una pintura del començament de la carrera d'Ingres, i que és la composició més semblant a l'obra de David.
El jurament dels Horacis també va servir d'inspiració al compositor italià Bernardo Porta, (1758-1829) amic del pintor, que l'any 1800 va escriure la seva òpera Els Horacis, amb el text de l'obra Horaci de l'any 1640 del dramaturg francès Pierre Corneille. En aquesta òpera hi ha una escena on es ret homenatge al quadre de David. Com a anècdota, a l'estrena de l'obra assistí el Primer Cònsol Napoleó Bonaparte, que va patir una temptativa de complot d'assassinat; va ser l'anomenada conspiració dels poignards.